# Stadtrandsiedlung (Potsdam)
Die Potsdamer Eigenheimsiedlung Am Stadtrand (auch Stadtrandsiedlung) wurde von 1932 bis 1936 als eine Arbeitslosensiedlung errichtet, sie wurde durch Reinhold Mohr (1882–1978) geplant. Der aus Süddeutschland stammende Architekt verwirklichte hier das größte zusammen stehende Ensemble einer süddeutschen Berg- und Bauernarchitektur außerhalb Württembergs. Mohr galt mit diesem Projekt als ein Architekt der Klassischen Moderne.

## Lage
Die Stadtrandsiedlung wird an seiner nördlichen Seite von der in den 1980er Jahren errichteten Straßenbahnlinie zu den Wohngebieten Stern, Neubaugebiet Drewitz und dem in den 1990er Jahren errichteten Kirchsteigfeld begrenzt, welche sie auch von dem Neubaugebiet „Schlaatz“ trennt. Südlich der Siedlung führt die Wetzlarer Eisenbahnstrecke entlang und bildet die bauliche Trennung zum Potsdamer Industriegelände Rehbrücke. Die Siedlung umfasst die Straßen  Käuzchenweg, Am Fenn und Unter den Eichen. Die wenige Jahre später vom gleichen Architekten gebaute Siedlung Am Nuthestrand schließt sich nordöstlich an.

## Geschichte

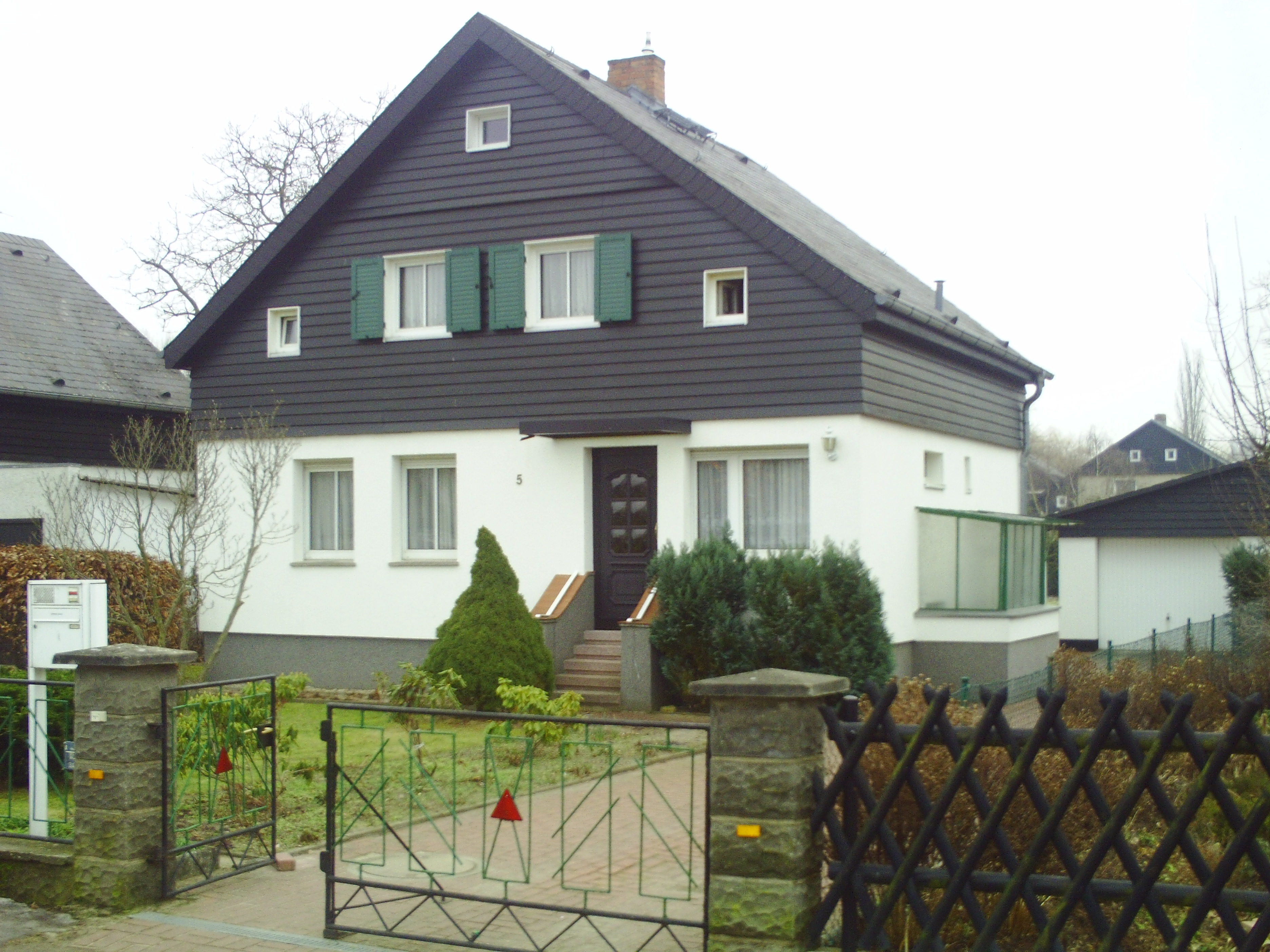
Typisches Wohnhaus in der Stadtrandsiedlung

Die Errichtung der Siedlung verfolgte einen sozialen Ansatz, ihre Planung erfolgte in der Zeit der Weltwirtschaftskrise. Der Bau brachte Arbeit auch für die künftigen Besitzer und die dazugehörenden Gärten sollten der Selbstversorgung dienen. Die Wohnhäuser wurden von arbeitslosen Handwerkern der Stadt gebaut und anschließend unter ihnen verlost. Da niemand vorher wusste, welches Haus er bekommen würde, wurde auf diese Weise eine hohe Bauqualität gewährleistet. Das gleiche Prinzip kam auch in der nachfolgenden Erweiterung der Siedlung, dem Teilgebiet Am Nuthestrand zur Anwendung, das bis 1939 am Flussufer der Nuthe direkt an den Nuthewiesen errichtet wurde. Beide Siedlungen gehören zum südwestlich gelegenen Wohngebiet Waldstadt I. Sie stehen unter Baudenkmalschutz. In den Jahren nach der Wende wurden viele der Häuser unter strengen Denkmalschutzauflagen rekonstruiert und modernisiert und es kamen teilweise auch neue Eigenheime hinzu. Die Siedlung ist auch durch zahlreiche Kleingärten (Spartenanlage) geprägt. Das brandenburgische Denkmalamt hat im Mai 2024 allen 59 Häusern der Siedlung „Am Stadtrand“ in der Waldstadt aufgrund zu vieler baulicher Veränderungen den Denkmalstatus aberkannt.